# 波提哥图书馆
門廊圖書館（The Portico Library）是英国曼彻斯特的一間獨立訂閱制圖書館，位于莫斯利街57号。該建築採用希腊复兴风格，由托马斯·哈里森设计，並建于1802-1806年。 圖書館在1952年2月25日列为II*级登录建筑。此外，圖書館設有開放展覽區供遊客免費參觀。

## 建筑

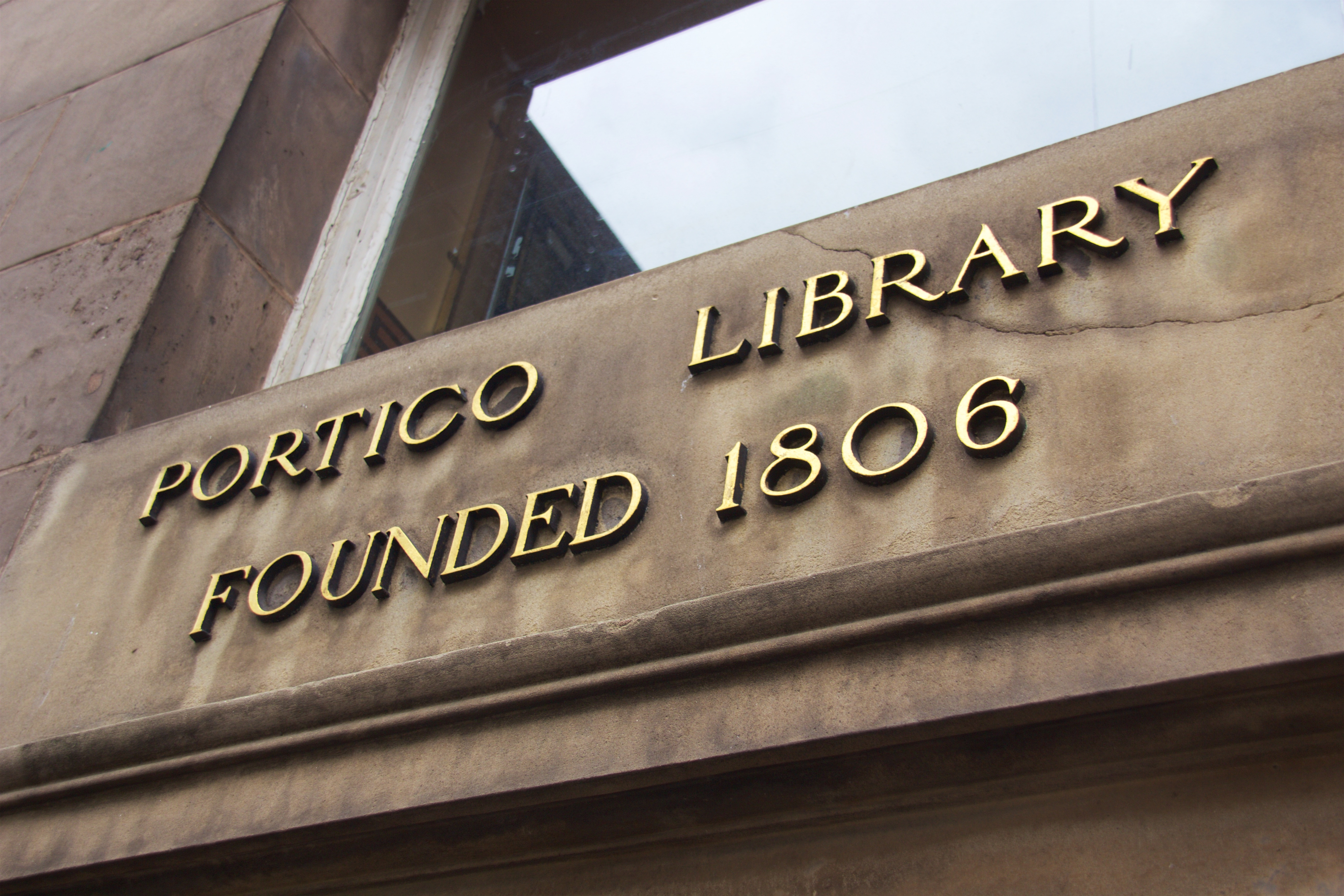
The sign above the entrance to the library

門廊图书馆是该市第一座希腊复兴建筑。其内部灵感来自约翰·索恩。图书馆高3层，矩形平面，用砂岩建造。建築物門前有廊台通道，柱廊為四根爱奥尼柱。